# IC 2076
IC 2076 — галактика типу NF (в процесі підтвердження) у сузір'ї Різець.
Цей об'єкт міститься в оригінальній редакції індексного каталогу.